# Хади, Сафаа
Сафаа Хади Абдулла Аль-Фураиджи (араб. صفاء هادي عبد الله‎; род. 14 октября 1998, Багдад) — иракский футболист, полузащитник сборной Ирака. Единственный в истории иракец, игравший в чемпионате России по футболу.

## Клубная карьера
Футболом начал заниматься в иракской футбольной школе «Аммо Баба», затем перешёл в «Аманат Багдад», где начал выступление за молодёжную команду. В 2015 году был переведён в главную команду, выступающую в иракской Премьер-лиге. 29 февраля 2016 года забил свой первый гол на профессиональном уровне. На 57-й минуте выездного матча с «Наджафом» его точный удар установил окончательный счёт 2:0.
21 июня 2016 года подписал контракт на один год с другим иракским клубом — «Аль-Минаа». В составе клуба из Басры принял участие в 7 играх, но результативными действиями не отметился.
В январе 2017 года перебрался в стан команды «Аль-Завраа» — действующего чемпиона Ирака. Вместе с ней Хади выступал в Кубке АФК. Дебют в этом турнире состоялся 20 февраля в первом матче группового этапа с оманским «Аль-Сувайком». На 89-й минуте матча он вышел на поле вместо Хайдара Абдул-Амира. По итогам группового этапа «Аль-Завраа» заняла первое место и вышла в полуфинал западноазиатской зоны, где проиграла по сумме двух встреч будущем чемпиону — «Аль-Куве». За три сезона в «Аль-Завраа» Хади один раз стал чемпионом страны и дважды выигрывал кубок.
Летом 2019 года подписал контракт с «Аль-Шорта». Дебютировал за новую команду 14 сентября в матче за Суперкубок Ирака против своего бывшего клуба — «Аль-Завраа». Основное и дополнительное время завершилось со счётом 1:1, а в серии пенальти «Аль-Шорта» была сильнее. Хади вышел на поле на 76 минуте вместо Амджада Аттвана.
В январе 2020 года в иракских СМИ появилась информация о том, что Сафаа Хади близок к переходу в «Зенит». В феврале он покинул расположение «Аль-Шорта» и отправился в Турцию, где проводили сбор «Крылья Советов». Уже после прохождения медицинского осмотра и перед самым подписанием контракта руководство иракского клуба пыталось заблокировать трансфер, ссылаясь на то, что Хади должен клубу денег. Несмотря на это, 21 февраля Хади стал игроком самарских «Крыльев Советов», подписав контракт на 2,5 года. Он стал первым иракским игроком в российской премьер-лиге.

## Карьера в сборной
Выступал за юношеские и молодёжные сборные Ирака.
В 2016 году в составе сборной Ирака до 19 лет принимал участие в юношеском чемпионате Азии. На групповом этапе Хади принял сыграл две встречи, а сборная Ирака уверенно заняла первое место. В четвертьфинале в матче с Саудовской Аравией основное время закончилось со счётом 2:2. В серии пенальти Хади допустил промах в решающем ударе.
Через два года с сборной до 23 лет выступал на молодёжном чемпионате Азии. Хади принял участие во всех четырёх матчах своей команды. Сборная Ирака на групповом этапе заняла первое место, одержав две победы и одну ничью. Матч 1/4 финала против сверстников из Вьетнама завершился вничью 3:3, а по пенальти Ирак, как и два года назад, проиграл.
8 мая 2018 года дебютировал в составе национальной сборной Ирака в товарищеском матче с Палестиной. Сафаа Хади появился на поле на 75-й минуте вместо Махди Камеля.

## Достижения
Аль-Завраа
- Чемпион Ирака: 2017/18
- Обладатель кубка Ирака: 2016/17, 2018/19
- Обладатель суперкубка Ирака: 2017

 Аль-Шорта
- Обладатель Суперкубка Ирака: 2019

 Сборная Ирака
- Серебряный призёр чемпионата Западной Азии: 2019
- Бронзовый призёр кубка наций Персидского залива: 2019

## Статистика выступлений

### В сборной
| Матчи и голы Сафаа Хади за национальную сборную Ирака | Матчи и голы Сафаа Хади за национальную сборную Ирака | Матчи и голы Сафаа Хади за национальную сборную Ирака | Матчи и голы Сафаа Хади за национальную сборную Ирака | Матчи и голы Сафаа Хади за национальную сборную Ирака | Матчи и голы Сафаа Хади за национальную сборную Ирака |
| №                                                     | Дата                                                  | Оппонент                                              | Счёт                                                  | Голы                                                  | Соревнование                                          |
| ----------------------------------------------------- | ----------------------------------------------------- | ----------------------------------------------------- | ----------------------------------------------------- | ----------------------------------------------------- | ----------------------------------------------------- |
| 1                                                     | 8 мая 2018                                            | Палестина                                             | 0:0                                                   | 0                                                     | Товарищеский матч                                     |
| 2                                                     | 4 августа 2018                                        | Палестина                                             | 0:3                                                   | 0                                                     | Товарищеский матч                                     |
| 3                                                     | 15 октября 2018                                       | Саудовская Аравия                                     | 1:1                                                   | 0                                                     | Товарищеский матч                                     |
| 4                                                     | 20 ноября 2018                                        | Боливия                                               | 0:0                                                   | 0                                                     | Товарищеский матч                                     |
| 5                                                     | 24 декабря 2018                                       | Китай                                                 | 2:1                                                   | 0                                                     | Товарищеский матч                                     |
| 6                                                     | 28 декабря 2018                                       | Палестина                                             | 1:0                                                   | 0                                                     | Товарищеский матч                                     |
| 7                                                     | 8 января 2019                                         | Вьетнам                                               | 3:2                                                   | 0                                                     | Кубок Азии 2019                                       |
| 8                                                     | 12 января 2019                                        | Йемен                                                 | 0:3                                                   | 0                                                     | Кубок Азии 2019                                       |
| 9                                                     | 16 января 2019                                        | Иран                                                  | 0:0                                                   | 0                                                     | Кубок Азии 2019                                       |
| 10                                                    | 22 января 2019                                        | Катар                                                 | 0:1                                                   | 0                                                     | Кубок Азии 2019                                       |
| 11                                                    | 20 марта 2019                                         | Сирия                                                 | 1:0                                                   | 0                                                     | Товарищеский матч                                     |
| 12                                                    | 26 марта 2019                                         | Иордания                                              | 3:2                                                   | 0                                                     | Товарищеский матч                                     |
| 13                                                    | 30 июля 2019                                          | Ливан                                                 | 1:0                                                   | 0                                                     | Чемпионат Федерации футбола Западной Азии 2019        |
| 14                                                    | 2 августа 2019                                        | Палестина                                             | 2:1                                                   | 0                                                     | Чемпионат Федерации футбола Западной Азии 2019        |
| 15                                                    | 8 августа 2019                                        | Сирия                                                 | 0:0                                                   | 0                                                     | Чемпионат Федерации футбола Западной Азии 2019        |
| 16                                                    | 11 августа 2019                                       | Йемен                                                 | 2:1                                                   | 0                                                     | Чемпионат Федерации футбола Западной Азии 2019        |
| 17                                                    | 14 августа 2019                                       | Бахрейн                                               | 0:1                                                   | 0                                                     | Чемпионат Федерации футбола Западной Азии 2019        |
| 18                                                    | 5 сентября 2019                                       | Бахрейн                                               | 1:1                                                   | 0                                                     | Отборочные матчи ЧМ-2022                              |
| 19                                                    | 9 сентября 2019                                       | Узбекистан                                            | 0:0                                                   | 0                                                     | Товарищеский матч                                     |
| 20                                                    | 10 октября 2019                                       | Гонконг                                               | 2:0                                                   | 0                                                     | Отборочные матчи ЧМ-2022                              |
| 21                                                    | 15 октября 2019                                       | Камбоджа                                              | 4:0                                                   | 0                                                     | Отборочные матчи ЧМ-2022                              |
| 22                                                    | 14 ноября 2019                                        | Иран                                                  | 2:1                                                   | 0                                                     | Отборочные матчи ЧМ-2022                              |
| 23                                                    | 19 ноября 2019                                        | Бахрейн                                               | 0:0                                                   | 0                                                     | Отборочные матчи ЧМ-2022                              |
| 24                                                    | 26 ноября 2019                                        | Катар                                                 | 2:1                                                   | 0                                                     | Кубок наций Персидского залива 2019                   |
| 25                                                    | 29 ноября 2019                                        | ОАЭ                                                   | 2:0                                                   | 0                                                     | Кубок наций Персидского залива 2019                   |
| 26                                                    | 2 декабря 2019                                        | Йемен                                                 | 0:0                                                   | 0                                                     | Кубок наций Персидского залива 2019                   |
| 27                                                    | 5 декабря 2019                                        | Бахрейн                                               | 2:2 (3:5)                                             | 0                                                     | Кубок наций Персидского залива 2019                   |

Итого:27 матчей и 0 голов; 15 побед, 9 ничьих, 3 поражения.